# Arthur Koestler
 Arthur Koestler (født 5. september 1905 i Budapest; død 1. marts 1983 i London) var en ungarsk født polyhistor, der senere blev britisk statsborger. Han skrev bøger inden for journalistik, fiktion, social filosofi og videnskab. Han var kommunist i det meste af 1930'erne men blev senere anti-kommunist. Han var politisk aktiv indtil 1950'erne.
Han skrev adskillige populære bøger, bl.a. Pilen i det blå (Branner og Korch 1953) (originaltitel Arrow in the Blue), der er første del af hans selvbiografi og Yogien og kommissæren og andre essays (Samlerens forlag 1947) (originaltitel The Yogi and the Commissar), der er en samling essays, hvoraf mange handler om kommunismen. Koestlers mest berømte værk, romanen Mørke midt på dagen (Fremads paperback 1988) (originaltitel Darkness at Noon), der handler om udrensningerne i Sovjetunionen i 1930'erne, rangerer på linje med George Orwells roman 1984 i sin kritik af stalinismen. Koestler skrev desuden artikler til Encyclopaedia Britannica.

## Liv
Koestler blev født som Kösztler Artúr (ungarske navne har efternavnet først) i Budapest i Østrig-Ungarn som søn af en tysktalende ungarsk familie af jødisk afstamning. Faderen, Henrik, var en industrimand og opfinder, hvis forretningsideer afslørede manglende dømmekraft – f.eks. investerede han i fremstillingen af radioaktiv sæbe. Da Artúr var 14 år, flyttede familien til Wien. I 1918 blev Ungarn uafhængigt af Østrig og flirtede for en tid med bolsjevismen.
Koestler studerede videnskab og psykologi ved universitet i Wien, hvor han blev engageret i zionismen. En måned inden han blev færdig med studierne, brændte han sin matrikuleringsbog og gik ikke op til den endelige eksamen. Fra 1926 til 1929 boede han i Palæstina, først i en kibbutz i Jezreel-dalen og senere i Tel Aviv og Jerusalem, hvor han levede fra hånden i munden med en række usikre job – der bl.a. også omfattede begyndelsen på hans karriere som journalist. Han fik palæstinensisk statsborgerskab. Han rejste fra Palæstina til Paris som korrespondent for en række tyske aviser ejet af Ullstein-gruppen. Et år senere blev han videnskabelig redaktør i Berlin for Ullstein. Han deltog i 1931 som eneste journalist på luftskibet Graf Zeppelins flyvning til polaregnene nord for Sibirien.
Han meldte sig ind i det tyske kommunistparti i 1931, men meldte sig ud igen efter de stalinistiske udrensninger i 1938. I denne periode rejste han meget i Sovjetunionen og besteg Ararat-bjerget i Tyrkiet. I Turkmenistan mødte han den sorte amerikanske forfatter Langston Hughes.
I sine memoirer, Skriften på væggen (Branner og Korch 1954) (originaltitel The Invisible Writing) mindes Koestler, at han skrev ca. halvdelen af en satirisk roman med titlen The Good Soldier Schweik Goes to War Again…. Den var blevet bestilt af Willi Münzenberg, der var Kominterns vigtigste propagandist i vesten, men romanen blev vetoet af det kommunistiske parti pga. bogens "pacifistiske fejltagelser".
Kort efter 2. verdenskrigs udbrud blev Koestler af de franske myndigheder interneret i Le Vernet, der var en kz-agtig lejr for udlændinge, der boede i Frankrig. Efter sin løsladelse meldte han sig til Fremmedlegionen. Han undslap til sidst til England via Marokko. I England gjorde han tjeneste i den engelske hær i British Pioneer Corps fra 1941 til 1942, hvorefter han arbejdede for BBC. Han blev britisk statsborger i 1945 og vendte tilbage til Frankrig efter krigen, hvor han var med i gruppen omkring Jean-Paul Sartre og Simone de Beauvoir (en af personerne i Beauvoirs roman Mandarinerne (originaltitel Les mandarins) siges at være baseret på Koestler).
Koestler vendte tilbage til London og tilbragte resten af livet dér med at skrive og holde forelæsninger. I juni 1950 deltog Koestler i en konference for anti-kommunistiske intellektuelle i Berlin, som førte til oprettelsen af Congress for Cultural Freedom. Han modtog en engelsk orden i 1970'erne.
På grund af leukæmi og Parkinsons syge begik Koestler i 1983 selvmord sammen med sin tredje kone, Cynthia, ved at tage en overdosis narkotika. Koestler havde længe været tilhænger af frivillig eutanasi og var i 1981 blevet vice-præsident i EXIT (nu United Kingdom's Voluntary Euthanasia Society). Hans testamente betænkte instituttet for parapsykologi ved universitetet i Edinburgh i Skotland.

### Protest mod nazisternes grusomheder under 2. verdenskrig
Under 2. verdenskrig protesterede Koestler konstant mod det tyske nazi-regimes grusomheder – hans centraleuropæiske jødiske familiebaggrund gjorde, at han involverede sig mere end så mange andre engelske og amerikanske politikere. Han havde også personligt været vidne til, hvordan ekstremismen var vokset i Centraleuropa.
Koestler og en lille minoritet af forfattere og andre offentlige personer troede, at hvis de i tilstrækkelig grad beskrev de rædsler, der fandt sted i Europa, i medierne og ved offentlige møder, ville det få de vestlige magter til at reagere. På trods af indsatsen var deres protester ofte omsonst. I 1968 var han i København for at modtage Sonning-prisen for sit bidrag til europæisk kultur.

### Multilinguisme
Foruden sit modersmål, tysk, og sit nationalsprog, ungarsk, talte Koestler flydende engelsk og fransk og kendte også lidt til hebræisk og russisk.
Selvom størstedelen af hans senere værker blev skrevet på engelsk, skrev Koestler sine mest kendte romaner på tre forskellige sprog. Gladiatorerne (Branner 1948) (originaltitel The Gladiators) blev skrevet på ungarsk, Mørke midt på dagen på tysk, og Dommens dag (Vinten 1965) (originaltitel Arrival and Departure) på engelsk. Hans journalistik blev skrevet på tysk, hebræisk, fransk og engelsk, og han hævdede endda af have lavet den første hebræiske kryds-og-tværs.

### Kvinder
Koestler var gift med Dorothy Asher (1935-50), Mamaine Paget (1950-52) og Cynthia Jefferies (1965-83). Han havde også en kort affære med den franske forfatter Simone de Beauvoir. Den engelske historiker David Cesarani, som skrev Koestlers biografi, påstår, at Koestler tævede og voldtog adskillige kvinder, bl.a. filminstruktøren Jill Craigie. De efterfølgende protester førte til fjernelsen af Koestlers buste fra universitet i Edinburgh.
Der er også blevet sat spørgsmålstegn ved hans selvmordspagt med hans sidste kone. Selvom han var uhelbredeligt syg, var hun tilsyneladende rask, hvilket har fået adskillige til at påstå, at han overtalte hende til begå selvmord under falske forudsætninger.

## Arven efter Koestler
Mens Mørke midt på dagen solgte godt under den kolde krig i 1940'erne og 1950'erne, trak Koestler sig fra politik. Det meste af hvad han derefter skrev viste, at han var en tænker, der beherskede mange discipliner, og hvis værker foregreb adskillige tendenser i samfundet med mange år. Han var blandt de første, der eksperimenterede med LSD (i laboratoriet). Han skrev desuden om japansk og indisk mysticisme i Lotusen og robotten (Branner og Korch 1961) (originaltitel The Lotus and the Robot).
Hans originalitet resulterede i et ujævnt sæt af ideer og konklusioner. Hans værker omhandlede emner som kreativitet (bøgerne Insight and Outlook og Act of Creation) og videnskabshistorie (The Sleepwalkers). Andre af hans interesser, f.eks. hans interesse for det paranormale, hans støtte til eutanasi, hans teorier om ashkenazi-jødernes oprindelse og hans uenighed med darwinismen, er mere kontroversielle.

### Politik
Koestler var engageret i adskillige politiske sager i sit liv, fra zionisme og kommunisme til anti-kommunisme, frivillig eutanasi og kampagner mod dødsstraf, især hængning. Han var også en af de første, der plæderede for atomnedrustning.

### Journalistik
Indtil han fik økonomisk succes med Mørke midt på dagen, ernærede Koestler sig ofte som journalist og udenrigskorrespondent, idet han udnyttede sin evne til at skrive hurtigt på flere sprog og til at lære nye sprog.
Mens han dækkede Den spanske borgerkrig i 1937, blev han taget til fange af falangisterne i Málaga og sad i fængsel i flere måneder, indtil det britiske udenrigsministerium fik ham løsladt. Hans bog Spanish Testament beskriver hans oplevelser, som han kort efter omformede til Mørke midt på dagen. Efter sin løsladelse arbejde han sammen med Willi Münzenberg som redaktør for Die Zukunft, der var en anti-nazistisk og anti-stalinistisk tysksproget avis med hjemsted i Paris. Under og efter 2. verdenskrig skrev han for adskillige engelske og amerikanske aviser, bl.a. The Sunday Telegraph.

### Paranormale og videnskabelige interesser
I de sidste 30 år af sit liv skrev Koestler meget om videnskab og videnskabelig praksis. Det postmoderne skepticisme, der prægede meget af det, han skrev, faldt ikke i god jord hos videnskabsfolk. Et eksempel på dette er hans Den manipulerede frø (Gyldendal 1972) (originaltitel The Case of the Midwife Toad) om biologen Paul Kammerer, som hævdede at have fundet eksperimentelle beviser for Lamarcks teorier om arv.
Blandt andet Koestlers The Ghost in the Machine kæder begreber som reduktionisme og holisme sammen med hans systemiske teori om åbne hierarkiske systemer. Holoner i et holarki (dvs. et hierarki af holoner) udviser en dobbelt tendens til at integrere og udvikle sig, og hvis de er ude af balance, tenderer de mod patalogi. Han inkluderede sin teori om bisociation, der dannede grundlag for andres værker om kreativitet og for James Papez' og Paul McLeans Schizophysiologi og forklarede menneskets ofte irrationelle opførsel som en del af åbne hierarkiske systemer.
Koestler interesserede sig tidligt for parapsykologi, men først sent i livet gik han virkelig ind i det med systematiske undersøgelser. Ved sin død havde han testamenteret sin formue til det universitet, der oprettede en lærestol i emnet.  Pengene gik til Edinburgh Universitet, der har oprettet The Koestler Parapsychology Unit.  Hans bog Sandsynlighedens grænse (Thaning & Appel 1974) (originaltitel The Roots of Coincidence) giver et overblik over den videnskabelige forskning indenfor telepati og psykokinese og sammenligner det med fremskridtene inden for kvantefysik. Bogen kommer også ind på endnu en form for ukonventionel forskning udført af Paul Kammerer,  nemlig teorien om tilfældighed eller synkronicitet. Han gennemgår også kritisk visse relaterede værker af Carl Gustav Jung. Af mere kontroversiel karakter var Koestlers studier af levitation og telepati.

### Jødedommen
Selvom han var ateist hele sit liv, var Koestler af jødisk afstamning. Hans biograf David Cesarani hævder, at Koestler bevidst tog afstand fra sin jødiske baggrund.
Mens Koestler var i Palæstina i 1920'erne, boede han i en kibbutz. Dette var baggrunden for hans bog  Tyve i natten (Skrifola 1961) (originaltitel Thieves in the Night).
Han støttede oprettelsen af staten Israel men bemærkede, at Balfour-deklarationen i 1917 svarede til, at én nation højtideligt gav en anden nation en tredje nations land. Han mente, at Israel kun kunne ødelægges, hvis der kom endnu en shoah eller holocaust. Han var dog imod, at der skulle være en diaspora af jødisk kultur. I et interview i London Jewish Chronicle i tiden omkring Israels oprettelse, udtalte Koestler, at alle jøder enten skulle emigrere til Israel eller assimilere sig helt i deres lokale kultur. Med hensyn til den jødiske kultur i Israel foreslog Koestler, at Israel skulle opgive det hebræiske alfabet til fordel for det romerske.
I sin bog The Thirteenth Tribe fremsætter Koestler den kontroversielle teori, at ashkenazi-jøderne ikke stammer fra antikkens israelitter men fra khazarerne, et tyrkisk nomadefolk i Kaukasus, der konverterede til jødedommen i det 8. århundrede, og som senere blev tvunget til at flytte mod vest ind i, hvad der i dag svarer til Rusland, Ukraine og Polen. Koestler sagde, at han med The Thirteenth Tribe ville tage vinden ud af sejlene på anti-semitismen ved at underminerede de europæiske jøders identificeren sig med de bibelske jøder i håbet om at gøre skældsord som "Kristus-mordere" uanvendelige. Ironisk nok er Koestlers teori om, at ashkenazi-jøderne ikke er semitter, blevet en vigtig del af mange anti-semittiske gruppers argumentation.
Visse palæstinensere har også taget teorien til sig, fordi de mener, at hvis man kan opfatte de fleste jøder som ikke-semitter, så kan jøderne ikke hævde, at de har en historisk ret til Israel. Hovedteorien i The Thirteenth Tribe er senere blevet modbevist af genetiske undersøgelser. En undersøgelse af haplotyper i 2002 viser, at Y-kromosomet hos de fleste ashkenazi- og sefardiske jøder oprindeligt stammer fra Mellemøsten og indeholder mutationer, der også er almindelige blandt palæstinensere og andre mellemøstlige folkeslag, men sjældne blandt den almindelige europæiske befolkning. Dette tyder på, at ashkenazi-jødernes mandlige forfædre kan spores tilbage til primært Mellemøsten. En undersøgelse fra 2006 på basis af mitokondrisk DNA tyder på, at omkring 40 procent af de nuværende ashkenazi-jøder på mødrene side kan føres tilbage til blot fire kvinder, der levede i Mellemøsten i de første århundreder efter Kristus.

### Hallucinogener
I november 1960 deltog Koestler i Timothy Learys eksperimenter med psilocybin på Harvard-universitetet. Ifølge en anden deltager, digteren Charles Olson, var Koestler foruroliget over virkningen af rusmidlet. Koestler eksperimenterede igen med psilocybin på University of Michigan og sammenlignede rusen med Walt Disneys tegnefilm Fantasia.
I artiklen Return Trip to Nirvana fra 1967 skrev Koestler om narkotikakulturen og hvad han selv havde oplevet med hallucinogener. I artiklen går han også i rette med det forsvar for narkotika, som forfatteren Aldous Huxley kom med i sin bog The Doors of Perception:
"I profoundly admire Aldous Huxley, both for his philosophy and uncompromising sincerity. But I disagree with his advocacy of "the chemical opening of doors into the Other World", and with his belief that drugs can procure "what Catholic theologians call a gratuitous grace". Chemically induced hallucinations, delusions and raptures may be frightening or wonderfully gratifying; in either case they are in the nature of confidence tricks played on one's own nervous system."

## Kulturel betydning
I sine yngre dage var sangeren Sting en ivrig læser af Koestler. Hans daværende gruppe The Police opkaldte et af deres album, The Ghost in the Machine efter Koestlers bog af samme navn. Gruppens album Synchronicity er inspireret af Koestlers Sandsynlighedens grænse, der bl.a. omhandler C. G. Jungs teori af samme navn. Koestler kendte ikke noget til den gryende New Wave-musik og skal have sagt:
"Look at this. Did you ever see a magazine called the New Musical Express? It turns out there is a pop group called The Police—I don't know why they are called that, presumably to distinguish them from the punks—and they've made an album of my essay The Ghost in the Machine. I didn't know anything about it until my clipping agency sent me a review of the record."
Cyberpunk-tegneserien Ghost in the Shell er også inspireret af Koestlers Ghost in the Machine.
I tegneserieromanen V for Vendetta kan man se Inspektør Finch læse Sandsynlighedens grænse, og der henvises adskillige gange til Koestler i værket.
I filmen Den Røde Drage (originaltitel Red Dragon) fra 2002 er Koestlers bog The Act of Creation blandt de bøger, der bliver fjernet fra Hannibal Lecters celle.

Denne artikel er en oversættelse af artiklen Arthur Koestler på den engelske Wikipedia.